# Жасузаков, Сакен Адилханович
Сакен Адилханович Жасузаков (каз. Сәкен Әділханұлы Жасұзақов; род. 25 октября 1957, с. Чалдар, Чимкентская область, Казахская ССР, СССР) — казахстанский военачальник, Министр обороны Республики Казахстан (2016—2018), генерал-полковник (2010).

## Биография
Сакен Адилханович Жасузаков родился 25 октября 1957 года в селе Чалдар, Чимкентская область, Казахская ССР, СССР.

### Вооружённые силы СССР
В 1978 году окончил Алма-Атинское высшее общевойсковое командное училище им. И. С. Конева. По окончании училища назначен командиром разведывательного взвода, затем — начальником разведки — заместителем начальника штаба войсковой части.
С 1981 по 1983 год — служба в составе Ограниченного контингента советских войск в Афганистане — начальник разведки 177-го отдельного отряда специального назначения (также известного как 2-й «мусульманский батальон», созданный на базе 22-й бригады спецназа Среднеазиатского военного округа).
Впоследствии — командир разведывательной роты, начальник штаба отдельного разведывательного батальона в Прибалтийском военном округе, начальник штаба отдельного разведывательного батальона, командир отдельного разведывательного батальона Группы советских войск в Монголии.
В 1990 году окончил Военную академию имени М. В. Фрунзе, по окончании которой назначен начальником штаба — заместителем начальника Гражданской обороны Алатауского, а затем — Советского района г. Алма-Ата.

### Вооружённые силы Республики Казахстан
С 1992 по 1994 год — старший офицер отдела, начальник отдела Главного штаба Министерства обороны Республики Казахстан. В 1996 году окончил Военную академию Генерального штаба Вооружённых сил Российской Федерации. С 1996 — заместитель начальника Главного штаба Вооружённых сил Республики Казахстан, в дальнейшем — начальник управления — заместитель начальника Генштаба Вооружённых сил Республики Казахстан по оперативной работе, начальник Департамента оперативного планирования Главного штаба Вооружённых сил Республики Казахстан, начальник Департамента оперативного планирования — заместитель начальника Генерального штаба Вооружённых сил Республики Казахстан по оперативной работе, начальник штаба — заместитель командира армейского корпуса. С 2000 по 2002 год — начальник Главного разведывательного управления Министерства обороны Республики Казахстан.
С 2002 по 2003 год — командующий Мобильными силами. С 4 декабря 2004 по 17 апреля 2007 года — командующий войсками регионального командования «Восток».
С 2007 — первый заместитель председателя Комитета начальников штабов Вооружённых сил Республики Казахстан. 1 апреля 2009 года Распоряжением Президента Республики Казахстан назначен Главнокомандующим Сухопутными войсками Вооружённых Сил Республики Казахстан. Указом Президента Республики Казахстан от 6 мая 2009 года № 801 присвоено очередное воинское звание генерал-лейтенант. С 11 марта 2010 года — первый заместитель Министра обороны Республики Казахстан — начальник Генерального штаба Вооружённых сил Республики Казахстан. 7 мая 2010 года Указом Президента Республики Казахстан присвоено воинское звание генерал-полковник.
С 13 сентября 2016 года — Министр обороны Республики Казахстан.
С 7 августа 2018 по 7 августа 2019 года — начальник Национального университета обороны имени Первого Президента Республики Казахстан — Елбасы.
7 августа 2019 года уволен из Вооружённых сил Республики Казахстан.

## Награды
СССР
- - Орден «Красной Звезды» (1982)
  - Орден «За службу Родине в Вооружённых Силах СССР» 3 степени (1989)
  - Медаль «70 лет Вооружённых Сил СССР»
  - Медаль «За безупречную службу» 2 и 3 степени
  - Нагрудный знак «Воину-интернационалисту»

Республики Казахстан
- - Орден «Данк» I степени (2012)[9]
  - Орден «Данк» II степени (2001)[10]
  - Медаль «10 лет независимости Республики Казахстан»
  - Медаль «10 лет Вооружённых сил Республики Казахстан»
  - Медаль «10 лет Конституции Казахстана»
  - Медаль «10 лет Астане»
  - Юбилейная медаль «20 лет Астане» (2018)[11]
  - Медаль «20 лет независимости Республики Казахстан»
  - Медаль «25 лет независимости Республики Казахстан»
  - Медаль «20 лет Вооружённых сил Республики Казахстан»
  - Медаль «За безупречную службу» 2 и 3 степени
  - Медаль «За укрепление боевого содружества»
  - Медаль «20 лет прокуратуры Республики Казахстан»
  - Юбилейная медаль «20 лет Внутренним Войскам МВД Республики Казахстан»

Иностранные награды
- - Медаль Жукова (Россия)
  - Медаль «60 лет освобождения Белоруссии от фашистских захватчиков» (Белоруссия)
  - Медаль «За отличие в воинской службе» (Киргизия)
  - Юбилейная медаль «60 лет освобождения Украины от фашистских захватчиков» (Украина)
  - Медаль «50 лет Монгольской Народной Республике» (Монголия)
  - Медаль «Боевой содружество» (Монголия)
  - Медаль «5 лет Вооружённых сил Республики Таджикистан» (Таджикистан)
  - Медаль «15 лет Вооружённых сил Республики Таджикистан» (Таджикистан)

Другие:
- - Грамота Содружества Независимых Государств (за успешное выполнение задач Коллективных миротворческих сил в Республике Таджикистан, 2000)[12]

Общественные награды:
- - Медаль «За отвагу и мужество» (Российский Союз ветеранов Афганистана)
  - Медаль «20 лет вывода Советских войск из Афганистана» (Комитет по делам воинов-интернационалистов при Совете Глав Правительств государств-участников СНГ)
  - Медаль «15 лет вывода Советских войск из Афганистана»
  - Медаль «Ветеран боевых действий» (Комитет по делам воинов-интернационалистов при Совете Глав Правительств государств-участников СНГ)
  - Медаль «Ветеран - ограниченного контингента войск в Афганистане» (Казахстан)
  - Медаль «За Заслуги» (Белорусский Союз Ветеранов Войны в Афганистане)